# П'ятипілля
П'ятипілля (до 2016 року — Пролета́рське) — селище Макіївської міської громади Донецького району Донецької області, Україна. Розташоване за 27 км від Донецька. Відстань до Макіївки становить близько 13 км і проходить автошляхом місцевого значення.

## Населення

### Мова
Розподіл населення за рідною мовою за даними перепису 2001 року:
| Мова            | Кількість | Відсоток |
| --------------- | --------- | -------- |
| російська       | 2954      | 80.58%   |
| українська      | 700       | 19.08%   |
| білоруська      | 5         | 0.14%    |
| румунська       | 1         | 0.03%    |
| болгарська      | 1         | 0.03%    |
| інші/не вказали | 5         | 0.14%    |
| Усього          | 3666      | 100%     |

За даними перепису 2001 року населення селища становило 3666 осіб, із них 19,09 % зазначили рідною мову українську, 80,58 % — російську, 0,14 % — білоруську, 0,03 % — болгарську та молдовську мови.